# Jean-Baptiste Olivier
Jean-Baptiste Olivier (Mechelen, 9 oktober 1757 – aldaar, 27 juli 1840) was een Zuid-Nederlands rechter en politicus.

## Levensloop
De familie Olivier was eigenaar van landgoed Diependael te Elewijt. In de Franse tijd was hij trésorier en lid van de raad van notabelen. Hij zou zijn rijkdom in deze periode hebben bekomen door de verkoop van kerkelijke bezittingen aan particulieren. Omstreeks 1804 werd hij aangesteld als vrederechter. Ook leidde hij familiebrouwerij De Posthoorn, die aanvankelijk in handen was van zijn schoonfamilie (Scheppers).
Daarnaast was hij raadslid van de de Provinciale Staten van Antwerpen, waarvan hij van 1815 tot 1826 ondervoorzitter was. In maart 1815 werd hij door Willem I benoemd tot gemeenteraadslid. Hij volgde Jean Estrix na diens dood in februari 1826 op als burgemeester van Mechelen, een functie die hij uitoefende tot de Belgische revolutie. Op 19 oktober 1830 werd hij gedwongen zijn functie neer te leggen (omwille van zijn orangistische sympathieën) onder bedreiging van een belegering van Mechelen door de Belgische strijdkrachten. Hij werd als burgemeester opgevolgd door de katholiek Jean Vermylen-Neeffs.
Olivier verkreeg in 1825 de titel van ridder in de Orde van de Nederlandse Leeuw.